# David Herrero
Herrero  Llorente est un nom espagnol. Le premier nom de famille, en général paternel, est Herrero ; le second, en général maternel, souvent omis, est Llorente.
David Herrero Llorente, né le 18 octobre 1979 à Bilbao, est un coureur cycliste espagnol.

## Biographie
Il est passé professionnel en 2002 au sein de l'équipe Euskaltel-Euskadi. En 2010, son contrat avec l'équipe Xacobeo Galicia n'est pas renouvelé.

## Palmarès

### Palmarès amateur
- 1999
  - 3e de l'Antzuola Saria
- 2000
  - 1re étape du Tour de la Bidassoa
  - Soraluzeko Saria
  - Premio Nuestra Señora de Oro
  - 2e du Premio Primavera
  - 2e de la Clásica Memorial Txuma
  - 2e du championnat d'Espagne du contre-la-montre espoirs
  - 2e de la Klasika Lemoiz
- 2001
  - Mémorial Rodríguez Inguanzo
  - Premio San Prudencio
  - Tour de la Bidassoa :
    - Classement général
    - 3e et 4e étapes

  - 2e du championnat d'Espagne du contre-la-montre espoirs
  - 3e du Mémorial Gervais

### Palmarès professionnel
| - 2002 - 1re étape du Tour de Castille-et-León - 2003 - 1re étape du Tour de La Rioja - 2004 - 2e étape du Tour des Asturies - Prueba Villafranca de Ordizia - 2005 - 2e étape de la Clásica de Alcobendas - GP Llodio - 4eb étape de la Bicyclette basque (contre-la-montre) - 5e étape du Tour de Burgos - 3e du Circuit de Getxo | - 2006 - 5e étape de la Bicyclette basque - 2e de la Bicyclette basque - 3e du championnat d'Espagne du contre-la-montre - 2008 - 3e étape du Tour du Pays basque - 2009 - 4e étape du Grande Prémio Internacional Paredes Rota dos Móveis - 3e étape du Tour de la communauté de Madrid - 2e du Grande Prémio Internacional Paredes Rota dos Móveis |

## Résultats sur les grands tours

### Tour de France
1 participation 
- 2005 : abandon (15e étape)

### Tour d'Espagne
4 participations
- 2004 : 73e
- 2007 : 33e
- 2008 : 47e
- 2009 : 28e

## Classements mondiaux
| Année                  | 2006 | 2007 | 2008 | 2009 |
| ---------------------- | ---- | ---- | ---- | ---- |
| Classement ProTour     | 165e |      |      |      |
| Calendrier mondial UCI |      |      |      | 164e |
| UCI Europe Tour        |      | 220e | 398e | 147e |